# Landelijk kampioenschap amateurvoetbal 2003/04
In het landelijk amateurkampioenschap voetbal van 2003/04 maakten de zes Hoofdklassekampioenen van dat seizoen uit wie zich de beste amateurclub van het land mag noemen. De kampioenen van de zaterdag Hoofdklasse A, B en C spelen in een competitie van 4 speelronden, net als de kampioenen van de zondag Hoofdklasse A, B en C. Vervolgens werd de finale over twee wedstrijden gespeeld tussen de zaterdag- en de zondagkampioen. Quick Boys won deze en werd landskampioen van het amateurvoetbal.

## Kampioenschap Zaterdag

### Teams
| Klasse | Club          |
| ------ | ------------- |
| A      | Quick Boys    |
| B      | DOVO          |
| C      | SC Genemuiden |

### Eindstand
| # | Club          | Ges | W | G | V | Pnt | DV | DT | DS |
| - | ------------- | --- | - | - | - | --- | -- | -- | -- |
| 1 | Quick Boys    | 4   | 2 | 1 | 1 | 7   | 10 | 8  | +2 |
| 2 | SC Genemuiden | 4   | 1 | 2 | 1 | 5   | 7  | 6  | +1 |
| 3 | DOVO          | 4   | 1 | 1 | 2 | 4   | 6  | 9  | −3 |

## Kampioenschap Zondag

### Teams
| Klasse | Club         |
| ------ | ------------ |
| A      | Türkiyemspor |
| B      | VV Baronie   |
| C      | HSC'21       |

### Eindstand
| # | Club         | Ges | W | G | V | Pnt | DV | DT | DS |
| - | ------------ | --- | - | - | - | --- | -- | -- | -- |
| 1 | HSC'21       | 4   | 3 | 0 | 1 | 9   | 8  | 5  | +3 |
| 2 | Türkiyemspor | 4   | 2 | 0 | 2 | 6   | 7  | 7  | 0  |
| 3 | VV Baronie   | 4   | 1 | 0 | 3 | 3   | 5  | 8  | −3 |

## Algeheel kampioenschap
| 5 juni 2004 |     |        |
| Quick Boys  | 3-3 | HSC'21 |

| 12 juni 2004 |        |            |
| HSC'21       | 2-4 nv | Quick Boys |

|                     |
| Kampioen Quick Boys |

1983/84 · 1984/85 · 1985/86 · 1986/87 · 1987/88 · 1988/89 · 1989/90 · 1990/91 · 1991/92 · 1992/93 · 1993/94 · 1994/95 · 1995/96 · 1996/97 · 1997/98 · 1998/99 · 1999/00 · 2000/01 · 2001/02 · 2002/03 · 2003/04 · 2004/05 · 2005/06 · 2006/07 · 2007/08 · 2008/09 · 2009/10 · 2010/11 · 2011/12 · 2012/13 · 2013/14 · 2014/15 · 2015/16